# Aardesturing

Het symbool aarde

Aardsturing is een fictieve mystieke vechtkunst uit de animatieserie Avatar. De techniek richt zich op het beheersen van de grond en stenen in de omgeving. De techniek wordt vooral beoefend door inwoners van het Aarderijk, en door de Avatar.

## Oorsprong
De mensen leerden het eerst Aardesturen door de graafkunsten van Dasmollen te bestuderen en na te doen. Deze mollen kwamen voor in de bergen die nu het Aarderijk vormen.
Aardsturing wordt geschreven als 運土術, wat letterlijk “Aardebewegingskunst” betekent in het Chinees.

## Vechtstijl
Aardsturing is vooral gebaseerd op de Hung Ga stijl van Kung Fu, en gaat gepaard met sterke trap- en slagtechnieken die gebruikmaken van de massa en kracht van de aarde. De vechtkunst gebruikt ook bewegingen van dieren zoals de tijger en de kraanvogel. Er zijn uitzonderingen op deze regel. De blinde Aardemeester Toph gebruikt bijvoorbeeld een eigen Aardesturingskunst, gebaseerd op de bidsprinkhaantechniek van Kung Fu.
Aardsturing hanteer doorgaans een balans tussen offensieve en defensieve vaardigheden. Aardmeesters gebruiken een balans van kracht en verdediging om tegenstanders te overmeesteren. Een standaard aanval is de grond en stenen rondom een tegenstander als projectiel af te vuren. Door op de grond te slaan kan een Aardemeester een aardbeving veroorzaken of kloven maken. Ervaren meesters kunnen de grond onder hun tegenstander in drijfzand veranderen. Tevens kunnen ze zich via de aarde verplaatsen.
Aardmeesters lopen meestal op blote voeten om hun contact met de aarde optimaal te houden. Soms gebruiken ze hamers als wapens of om hun Aardestuurkunsten te vergroten.
Aardsturing beperkt zich niet tot grond en stenen. Een Aardemeester kan elke op aarde gebaseerde substantie sturen zoals kolen, zand en kristallen. Ook aardachtige substanties uit de ruimte, zoals restanten van meteorieten kunnen door een Aardemeester worden gestuurd.
Aardsturing is de tegenpool van luchtsturing. Daarom kostte het Aang grote moeite om Aardesturing te leren.

## Variaties

### Zandsturing
Zandsturing wordt gebruikt door Aardemeesters uit de Si Wong woestijn. Ze manipuleren het woestijnzand voor verschillende doeleinden, zoals het oproepen van zandstormen. De meeste Aardemeesters zijn in staat om zand te sturen (hoewel Toph daar in het begin veel moeite mee heeft), maar de inwoners van de woestijn zijn er het meest bedreven in daar de woestijn hun thuisgebied is.

### Metaalsturing
Metaalsturing is een subtak van Aardsturing die alleen door sterke Aardemeesters gebruikt kan worden. Tegen het einde van het tweede seizoen is alleen van Toph bekend dat ze dit kan.
Metaalsturing kan beoefend worden door de kleine deeltjes aarde die zich in metaal bevinden. In bewerkte metalen is deze hoeveelheid aarde doorgaans zo klein dat een Aardemeester er niets meer mee kan. Omdat Toph “ziet” door middel van de aarde kan ze zelfs deze kleine deeltjes nog opsporen en beheersen.
In De legende van Korra is Metaalsturing flink uitgebreid. Tophs dochter, Lin Beifong, heeft een complete garde aan Metaalstuurders, die fungeren als de politie in Republikasië. Het is echter nog steeds niet mogelijk om 'zuiver' metaal te sturen, zoals titanium.

### Lavasturing
Lavasturing is een unieke vaardigheid die alleen sterke en ver gevorderde Aardemeesters kunnen gebruiken. Aarde kan in lava veranderen en omgekeerd. Vloeibare aarde kan volgens omvormen tot wapens, zoals Shuriken, of in grote hoeveelheden op de tegenstander afgevuurd worden. Grote stukken van de grond kan in lava veranderd worden en zelfs aarde die anderen afvuren kan vloeibaar gemaakt en als tegenaanval gebruikt worden.

## Zwakheden
Een Aardemeesters krachten zijn gevestigd in de grond waar hij op staat. Niet overal is aarde dus in een omgeving zonder vaste grond, zoals midden op zee, is een Aardemeester vaak machteloos.

## Bekende Aardemeesters
- Aang
- Avatar Korra
- Toph
- Haru
- Long Feng
- Koning Bumi
- Avatar Roku
- Avatar Kyoshi
- Avatar Kuruk
- Avatar Yangchen
- Xin Fu
- Bolin
- Ghazan

Avatar Wan